# PS Karlsruhe Lions
O Post Südstadt Karlsruhe e.V., também conhecido como PS Karlsruhe Lions, é um clube profissional de basquetebol masculino com sede em Carlsrue, Alemanha que atualmente disputa a ProA, correspondente a segunda divisão germânica. O clube manda seus jogos na Lina-Radke-Halle com capacidade para 1.282 espectadores.

## Histórico de Temporadas
| Temporada | Nível | Liga          | Pos.     | Resultado          |
| --------- | ----- | ------------- | -------- | ------------------ |
| 2012-13   | 5     | Regionalliga2 | 4º       |                    |
| 2013-14   | 5     | Regionalliga2 | 4º       |                    |
| 2014–15   | 5     | Regionalliga2 | 1º       | Promovidocampeão   |
| 2015–16   | 4     | Regionalliga  | 1º       | Promovidocampeão   |
| 2016–17   | 3     | ProB          | 1º       | Promovidofinalista |
| 2017-18   | 2     | ProB          | 5        |                    |
| 2018-19   | 2     | ProB          | 8        | Quartas de finais  |
| 2019-20   | 2     | ProB          | COVID 19 | COVID 19           |
| 2020-21   | 2     | ProB          | 11       |                    |
| 2021-22   | 2     | ProB          | 7        | Quartas de finais  |
| 2022-23   | 2     | ProB          | 3        | Semifinais         |
| 2023-24   | 2     | ProB          | 7        | Campeão            |
| 2024-25   | 2     | ProB          | 11º      |                    |
| 2025-26   | 2     | ProB          |          |                    |

## Títulos
- 2.Bundesliga ProA (1)
  - 2023-24
- Regionalliga: (2)
  - 2015-16
- Regionalliga2: (1)
  - 2014-15

## Ligações Externas
- PS Karlsruhe Lions no Facebook
- PS Karlsruhe Lions no Instagram